# Almere Pampus
Almere Pampus ist ein in der Planung befindlicher Stadtteil der niederländischen Stadt Almere.

## Lage
Almere Pampus soll der westlichste und kleinste Stadtteil von Almere werden. Er ist direkt am IJmeer geplant.

## Geschichte
Im Jahr 2013 beschloss das Kabinett Rutte II, dass weitere Bauvorhaben in Flevoland erst nach 2025 verwirklicht werden sollen. Aufgrund des großen Bedarfs an neuen Wohnungen im Großraum Amsterdam entstand im Laufe des Jahres 2020 der Wunsch, den Bau von Almere Pampus zu beschleunigen und dort so schnell wie möglich 25.000 Wohnungen zu errichten.
Vor Ende 2024 sollte laut der niederländischen Regierung ein Masterplan für den Stadtteil vorgelegt werden. Laut Projektleiter Bob van Ree soll vor dem Bau von Almere Pampus der Bau der IJmeer-Verbindung, einer U-Bahn-Verbindung zwischen Almere und Amsterdam, vereinbart sein.